# Фарго (Оклахома)
Фарго (енгл. Fargo) град је у америчкој савезној држави Оклахома.

## Демографија
По попису из 2010. године број становника је 364, што је 38 (11,7%) становника више него 2000. године.
| Група             | 2000.       | 2010.       |
| Белци             | 290 (89,0%) | 313 (86,0%) |
| Афроамериканци    | 0 (0,0%)    | 0 (0,0%)    |
| Азијати           | 0 (0,0%)    | 0 (0,0%)    |
| Хиспаноамериканци | 6 (1,8%)    | 39 (10,7%)  |
| Укупно            | 326         | 364         |